# Michel-Jean Sedaine

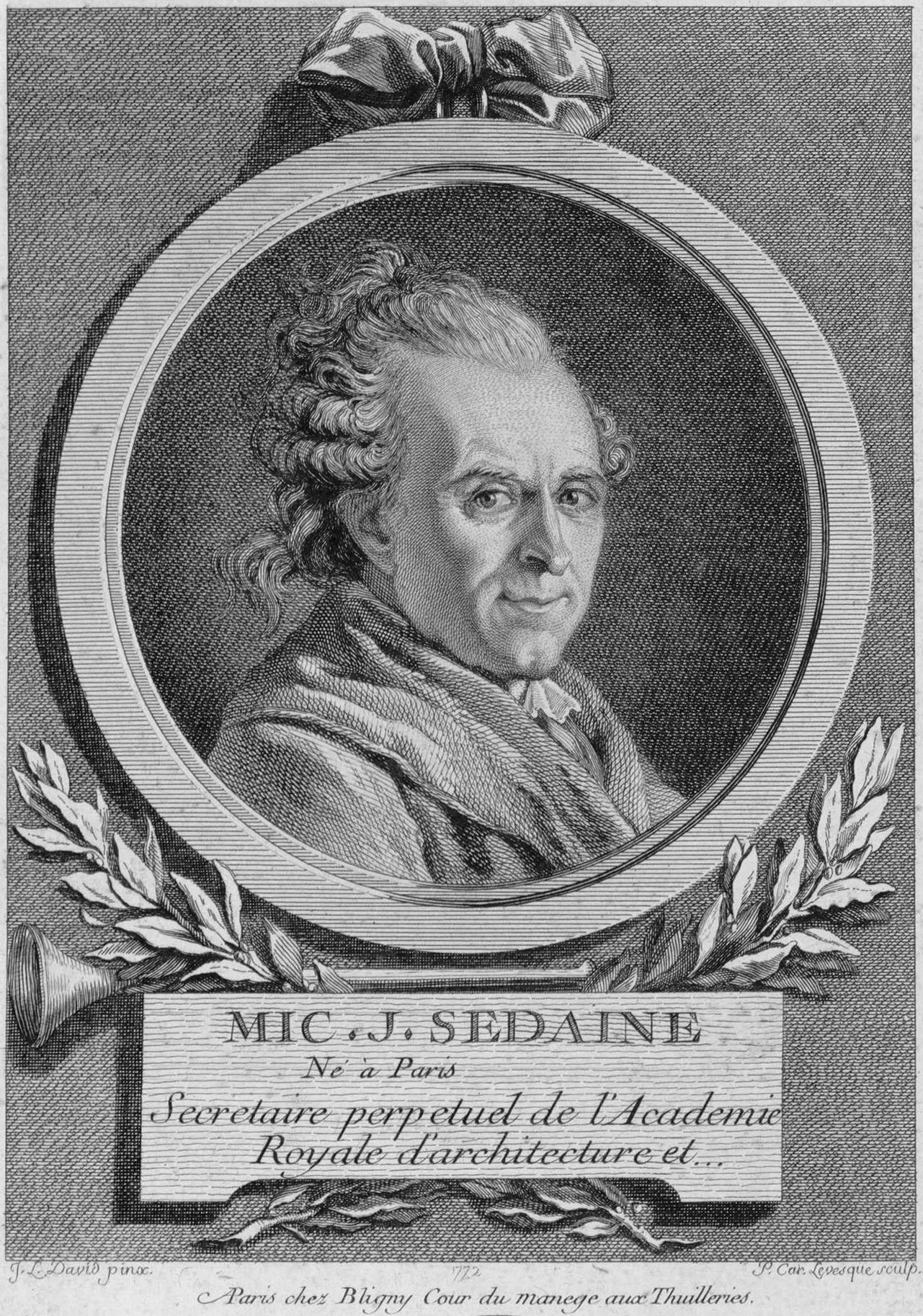
Sedaine, 1772 (Pierre-Charles Levesque nach Jacques-Louis David).

Michel-Jean Sedaine (* 2. Juni 1719 in Paris; † 17. Mai 1797 ebenda) war ein französischer Bühnendichter.

## Leben und Wirken
Seine Eltern waren Jean Sedaine (* ca. 1650), Maurermeister und Architekt, und Jeanne geborene Petitpas. Michael-Jean hatte einen älteren Bruder und sechs Schwestern. Auch er arbeitete als Maurer, bis er die Aufmerksamkeit seines Arbeitgebers, eines Baumeisters, erregte. Dieser nahm ihn unter seine Schüler auf und übertrug ihm später sogar die Erziehung seines Enkels, des berühmten Malers Jacques-Louis David. Nach einigen kleineren dichterischen Versuchen wie etwa Épître à mon habit, die er 1752 und 1760 in zwei Sammlungen herausgab, begann er Libretti für die Opéra-comique zu schreiben.
Von seinen Texten, zu denen namentlich François-André Danican Philidor, Pierre-Alexandre Monsigny und André-Ernest-Modeste Grétry die Musik komponierten, sind besonders bekannt: Le diable à quatre, Le roi et le fermier, Rose et Colas, Aucassin et Nicolette, Richard Cœur de Lion, Aline, reine de Golconde und Guillaume Tell.
Bedeutend sind auch seine beiden Lustspiele, die sich im Repertoire des Théâtre français erhalten haben und ihm einen Sitz in der Académie française (Sitz 7) eintrugen: Le philosophe sans le savoir (1765) und La gageure imprévue (1768).
Seine Œuvres choisies wurden wiederholt herausgegeben.

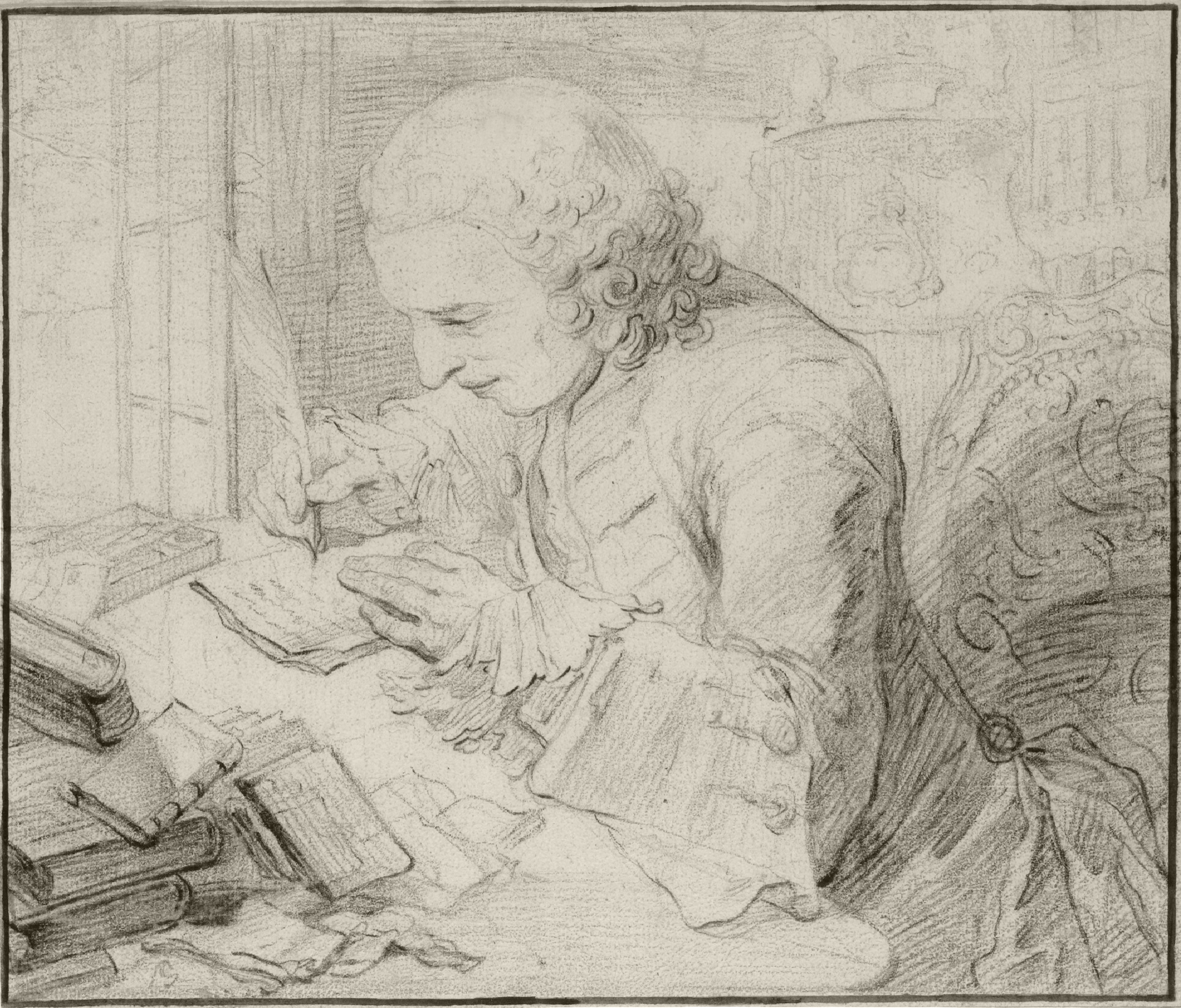
Sedaine am Schreibtisch, 1749 (Gabriel de Saint-Aubin).

Sedaine teilte die Ansichten des befreundeten Denis Diderot über das Drama.

## Werke (Auswahl)
- Theaterstücke
  - L’impromptu de Thalie ou La lunette de vérité, Komödie in einem Akt, 1752
  - Anacréon, Pastorale in einem Akt, 1754
  - Le diable à quatre ou La double métamorphose, Opéra-comique in drei Akten, Musik von François-André Danican Philidor, Erstaufführung auf der Foire Saint-Laurent, 19. August 1756 (online)
  - Blaise le savetier, Opéra-comique in einem Akt, Musik von François-André Danican Philidor, Erstaufführung auf der Foire Saint-Germain, 9. März 1759 (online)
  - L’huître et les plaideurs ou Le tribunal de la chicane, Opéra-comique in einem Akt, Musik von François-André Danican Philidor, Erstaufführung auf der Foire Saint-Laurent, 17. September 1759
  - Les troqueurs dupés, Opéra-comique in einem Akt, Musik von Charles Sodi, Erstaufführung auf der Foire Saint-Germain, 6. März 1760
  - Le jardinier et son seigneur, Opéra-comique in einem Akt, Musik von François-André Danican Philidor, Erstaufführung auf der Foire Saint-Germain, 18. Februar 1761
  - Les bons compères ou Les bons amis, Opéra-comique in einem Akt, Musik von Jean-Benjamin de Laborde, Erstaufführung auf der Foire Saint-Germain, 5. März 1761
  - On ne s’avise jamais de tout, Opéra-comique in einem Akt, Musik von Pierre-Alexandre Monsigny, Erstaufführung auf der Foire Saint-Laurent, 14. September 1761
  - Le roi et le fermier, Opéra-comique in drei Akten, Musik von Pierre-Alexandre Monsigny, Erstaufführung an der Comédie-Italienne, 22. November 1762
  - L’ouvrage du cœur, Opéra-comique in einem Akt, Erstaufführung am Théâtre de Nicolet, 1763
  - L’anneau perdu et retrouvé, Opéra-comique in zwei Akten, Musik von Louis-Claude-Armand Chardin und Jean-Benjamin de Laborde, Erstaufführung an der Comédie-Italienne, 20. August 1764
  - Rose et Colas, Opéra-comique in drei Akten, Musik von Pierre-Alexandre Monsigny, Erstaufführung an der Comédie-Italienne, 8. März 1764 (online)
  - Le philosophe sans le savoir, Komödie in fünf Akten, Erstaufführung am Théâtre de la rue des Fossés Saint-Germain, 2. Dezember 1765
  - Aline, reine de Golconde, Opéra-comique in drei Akten, Musik von Pierre-Alexandre Monsigny, Erstaufführung in der Salle des Machines, 10. April 1766 (online)
  - Philémon et Baucis, Oper in einem Akt, Musik von Pierre-Alexandre Monsigny, Erstaufführung in Bagnolet beim Herzog von Orléans, 1766
  - La gageure imprévue, Komödie in einem Akt, Erstaufführung am Théâtre de la rue des Fossés Saint-Germain, 27. Mai 1768
  - Les sabots, Opéra-comique in einem Akt, Musik von Egidio Romualdo Duni, Erstaufführung an der Comédie-Italienne, 26. Oktober 1768
  - Le déserteur (nach Louis-Sébastien Mercier), Opéra-comique in drei Akten, Musik von Pierre-Alexandre Monsigny, Erstaufführung an der Comédie-Italienne, 6. März 1769 online
  - Thémire, Pastorale in einem Akt, Musik von Egidio Romualdo Duni, Erstaufführung in Fontainebleau, 20. Oktober 1770
  - Le mort marié, Opéra-comique in drei Akten, Musik von Francesco Bianchi, Erstaufführung in Metz, 1771
  - Le faucon, Opéra-comique in  einem Akt, Musik von Pierre-Alexandre Monsigny, Erstaufführung in Fontainebleau, 2. November 1771
  - Le Magnifique, Opéra-comique in drei Akten, Musik von André-Ernest-Modeste Grétry, Erstaufführung in Versailles, 19. März 1773
  - Ernelinde, princesse de Norvège, Opéra-comique in fünf Akten, Musik von François-André Danican Philidor, Erstaufführung in Versailles, 11. Dezember 1773
  - Les femmes vengées ou Les feintes infidélités, Opéra-comique in  einem Akt, Musik von François-André Philidor, Erstaufführung im Rathaus von Toulouse, 1775
  - Félix ou L’enfant trouvé, Opéra-comique in drei Akten, Musik von Pierre-Alexandre Monsigny, Erstaufführung in Fontainebleau, 10. November 1777
  - Aucassin et Nicolette ou Les mœurs du bon vieux temps, Opéra-comique in drei Akten, Musik von André-Ernest-Modeste Grétry, Erstaufführung in Versailles, 30. Dezember 1779
  - Les journalistes, Komödie in fünf Akten, Erstaufführung in Zarskoje Selo, Russland, 28. April 1781
  - Maillard ou Paris sauvé, Tragödie in fünf Akten. Erstaufführung bei der Marquise de Montesson, Januar 1782
  - Thalie au nouveau théâtre, Prolog, Musik von André-Ernest-Modeste Grétry, Erstaufführung bei Eröffnung des Neubaus der Comédie-Italienne, 28. April 1783
  - Richard Cœur de Lion, Opéra-comique in drei Akten, Musik von André-Ernest-Modeste Grétry, Erstaufführung an der Comédie-Italienne, 21. Oktober 1784
  - Amphitryon, Oper in drei Akten, Musik von André-Ernest-Modeste Grétry, Erstaufführung in Versailles, 15. März 1786
  - Le Comte d’Albert, Opéra-comique in zwei Akten, Musik von André-Ernest-Modeste Grétry, Erstaufführung in Fontainebleau, 13. November 1786
  - La Suite du comte d’Albert, Opéra-comique in einem Akt, Musik von André-Ernest-Modeste Grétry, Erstaufführung an der Comédie-Italienne, 8. Februar 1787
  - Raoul Barbe-bleue, Opéra-comique in drei Akten, Musik von André-Ernest-Modeste Grétry, Erstaufführung an der Comédie-Italienne, 2. März 1789
  - Raymond V, comte de Toulouse ou L’épreuve inutile, Komödie in fünf Akten, Premiere an der Comédie-Française, 22. September 1789
  - Guillaume Tell, Opéra-comique in drei Akten, Musik von André-Ernest-Modeste Grétry, Erstaufführung an der Comédie-Italienne, 9. April 1791
  - Pagamin de Monègue, Opéra-comique in einem Akt, Musik von Pierre-Alexandre Monsigny und Bernardo Porta, Erstaufführung am Théâtre des amis de la patrie, März 1792
  - Bazile ou À trompeur, trompeur et demi, Opéra-comique in einem Akt, Musik von André-Ernest-Modeste Grétry, Erstaufführung an der Comédie-Italienne, 17. Oktober 1792
  - Albert ou Le service récompensé, Opéra-comique in drei Akten, Musik von André-Ernest-Modeste Grétry, Erstaufführung an der Comédie-Italienne, 9. Januar 1796
  - L’amoureux goutteux, Opéra-comique in einem Akt, Musik von Stanislas Champein
  - Alcine, Oper in drei Akten
  - Protogène, Oper in einem Akt
  - La Noce de Nicaise, Intermezzo

- Verschiedenes
  - Épître à mon habit, 1751
  - Poésies fugitives, 1752
  - Le Vaudeville, 1758
  - Recueil de poésies, 1760
  - Bagatelle, 1770
  - Discours de réception à l’Académie française, 1786